# Basic input/output system

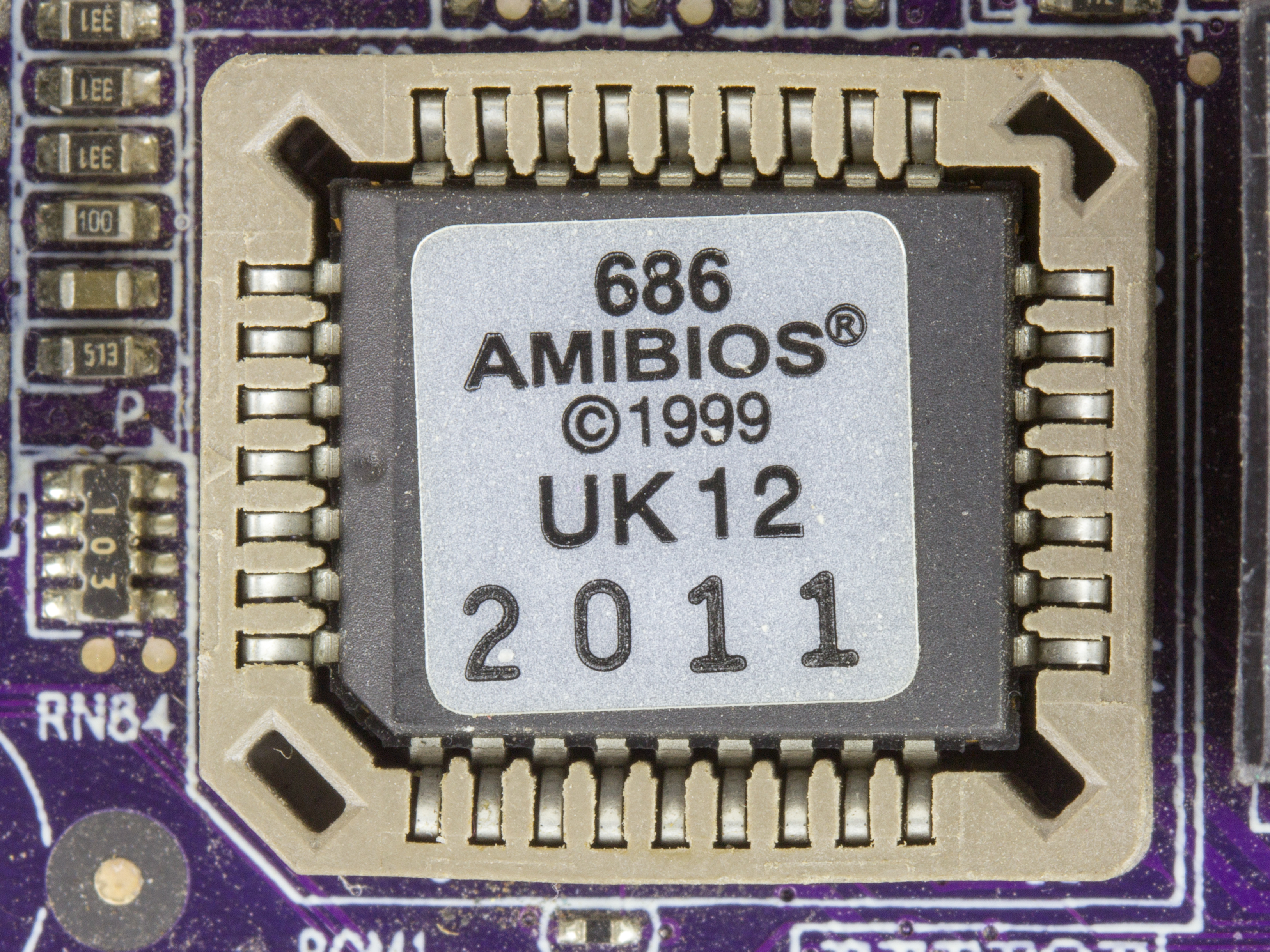
Een BIOS ROM IC

Het basic input/output system, meestal afgekort tot BIOS, is een bibliotheek met een aantal stuurprogramma's voor de aansturing van de hardware die nodig is om een besturingssysteem op te starten. Tijdens het opstarten van een pc, wanneer het besturingssysteem nog niet geladen is, is dit ook de enige software die beschikbaar is.
Wanneer een computer wordt gestart, wordt eerst de power-on self-test (POST) in het BIOS doorlopen. Als alles in orde lijkt, roept het BIOS vervolgens de bootloader aan, meestal door de eerste sector van een aanwezige harde schijf te lezen. Dit opstarten wordt ook booten genoemd: de bootstrap-routines in het BIOS zijn de eerste stap waarmee de computer zichzelf start.

## Instellingen
Het BIOS van de oorspronkelijke IBM PC en XT heeft geen gebruikersinterface. Foutmeldingen werden op het scherm getoond of de gebruiker kreeg een reeks pieptonen te horen. Instellingen werden gedaan door middel van kleine schakelaars of jumpers op het moederbord zelf. Vanaf midden jaren 90 kreeg het BIOS een tekstgebaseerd menu met eenvoudige instellingen. Ongeveer vanaf midden jaren 2000 verschenen er vaker BIOS-chips met een grafische interface, waar men met de muis opties kan instellen.
Het is eenvoudig om in het BIOS iets verkeerd in te stellen, waardoor de computer het niet goed zal doen of oververhit kan raken (bij overklokken). Daarom is in sommige BIOS-systemen van computers weinig in te stellen. Sommige computerfabrikanten willen niet dat gebruikers iets verkeerd kunnen instellen. Wanneer een computerhobbyist zelf een computer samenstelt, dan is er ruime keuze aan moederborden met veel instelmogelijkheden van het BIOS.
De instellingen van het BIOS kunnen zijn:
1. Instellingen voor de processor: onder andere snelheid en spanning
2. Instellingen voor de harde schijven en cd-romdrives en de volgorde van opstarten
3. Instellingen voor het geheugen
4. Instellingen voor extra onderdelen op het moederbord, zoals geluid, usb, lan, seriële en parallelle poorten
5. Bekijken van temperatuursensors
6. Bekijken en instellen van voltages en ventilatorsnelheden

## BIOS-updates

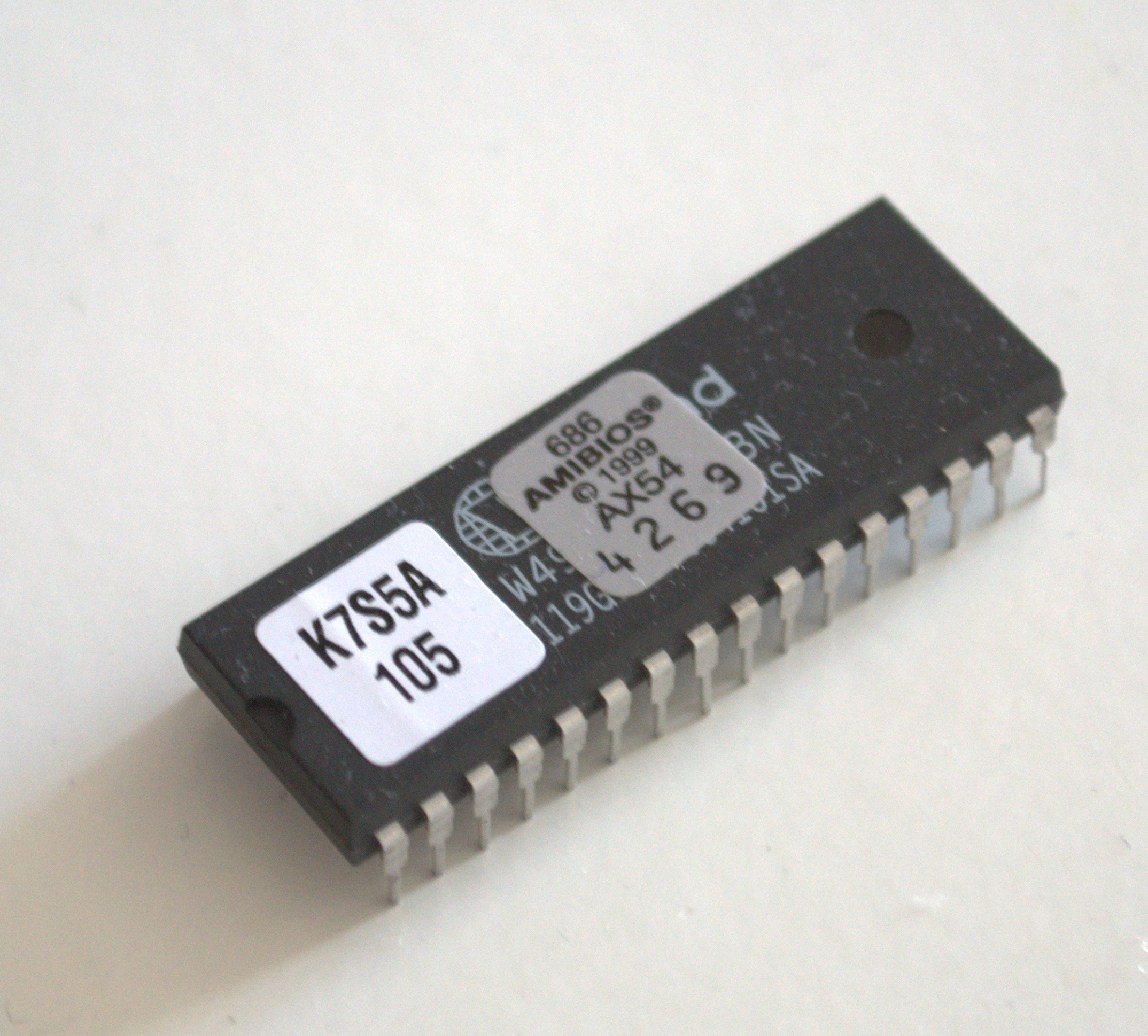
Een chip van AMI.

Een fabrikant van computers of moederborden komt soms met nieuwere versies van het BIOS. Er kunnen fouten zijn verholpen of er wordt nieuwe hardware ondersteund. Als tijdens het bijwerken van het BIOS de computer wordt uitgezet, dan is het mogelijk dat het BIOS maar gedeeltelijk in de BIOS-chip is geschreven en zal de computer het niet meer doen. Sommige computers hebben daarom twee chips met een BIOS op het moederbord, het dual BIOS-systeem. Indien het bijwerken mislukt, dan wordt een oudere reserve-BIOS gebruikt om op te starten.
De merknaam in het BIOS maakt deel uit van de OEM-licentie van Microsoft Windows. Indien het BIOS wordt vervangen door een type met een andere merknaam, dan moet Windows soms opnieuw worden geactiveerd. Een BIOS van een ander merk is alleen in uitzonderlijke gevallen geschikt, bijvoorbeeld wanneer hetzelfde moederbord is gebruikt in computers van verschillende merken.

## Geschiedenis
Het BIOS van een computer is opgeslagen in een aparte geïntegreerde schakeling op het moederbord. Rond 1990 stond het BIOS gewoonlijk in een Erasable programmable read-only memory EPROM en kon niet zonder speciale apparatuur worden gewijzigd, vanaf omstreeks 1995 werd steeds meer Electrically erasable programmable read-only memory EEPROM gebruikt, waarmee een BIOS kon worden vernieuwd zonder een chip te vervangen.
Moderne personal computers hebben doorgaans uitgebreide set-upmogelijkheden. Doorgaans werkt dit als volgt: bij het opstarten van een computer kan men met een speciale toets, vaak Delete, F10, F2 of een nog andere toetsencombinatie, dit opstartproces onderbreken en 'naar de set-up gaan', nog voordat het besturingssysteem wordt geladen. Via verschillende schermen kunnen dan BIOS-instellingen worden gewijzigd. Na het terugschrijven van deze instellingen naar de CMOS-Data, dat is RAM, wordt het bootproces opnieuw gestart.
Een voorbeeld van een BIOS-instelling, is de volgorde waarin de pc gegevensdragers, zoals floppy, harde schijf of schijven, usb-stick, cd, netwerk, afloopt op zoek naar een geldig besturingssysteem om te laden, de boot sequence: als er in deze volgorde geen opstartinformatie op de floppy is gevonden zal er op de harde schijf, schijven, worden gezocht en zo verder.
Intel heeft voor dit reeds meer dan 20 jaar oude systeem een vervanging gemaakt met de naam Extensible Firmware Interface (EFI). UEFI, een uitgebreide en verbeterde versie van EFI, wordt in de praktijk als EFI verkocht.

## Fabrikanten
Enkele grotere bedrijven die BIOS-software en -chips produceren zijn onder meer American Megatrends (AMI) en Phoenix Technologies. Een bedrijf dat in de jaren 80 en 90 van de twintigste eeuw veel van de BIOS-chips fabriceerde was Award Software.